# Fachhochschule des Mittelstands

Logo von 2000 bis 2023

Die Fachhochschule des Mittelstands (FHM) ist eine private, staatlich anerkannte Fachhochschule und wurde im Jahr 2000 in Bielefeld durch die Kreishandwerkerschaft Paderborn, die Handwerkskammer Ostwestfalen-Lippe zu Bielefeld und den Westdeutschen Handwerkskammertag gegründet. Gesellschafter ist heute die Stiftung Bildung & Handwerk aus Paderborn. Sie bietet Bachelor- und Master-Studiengänge in den Bereichen Wirtschaft, Technologie, Medien und Kommunikation, Sport, Gesundheit und Ernährung, Pädagogik und Soziales sowie in Psychologie an.

## Geschichte

### Standortentwicklung
Vom Stammhaus in Bielefeld ausgehend unterhält die Fachhochschule aktuell Standorte in Bamberg, Berlin, Bocholt, Düren, Frechen, Hannover, Köln, Rostock und Waldshut-Tiengen.

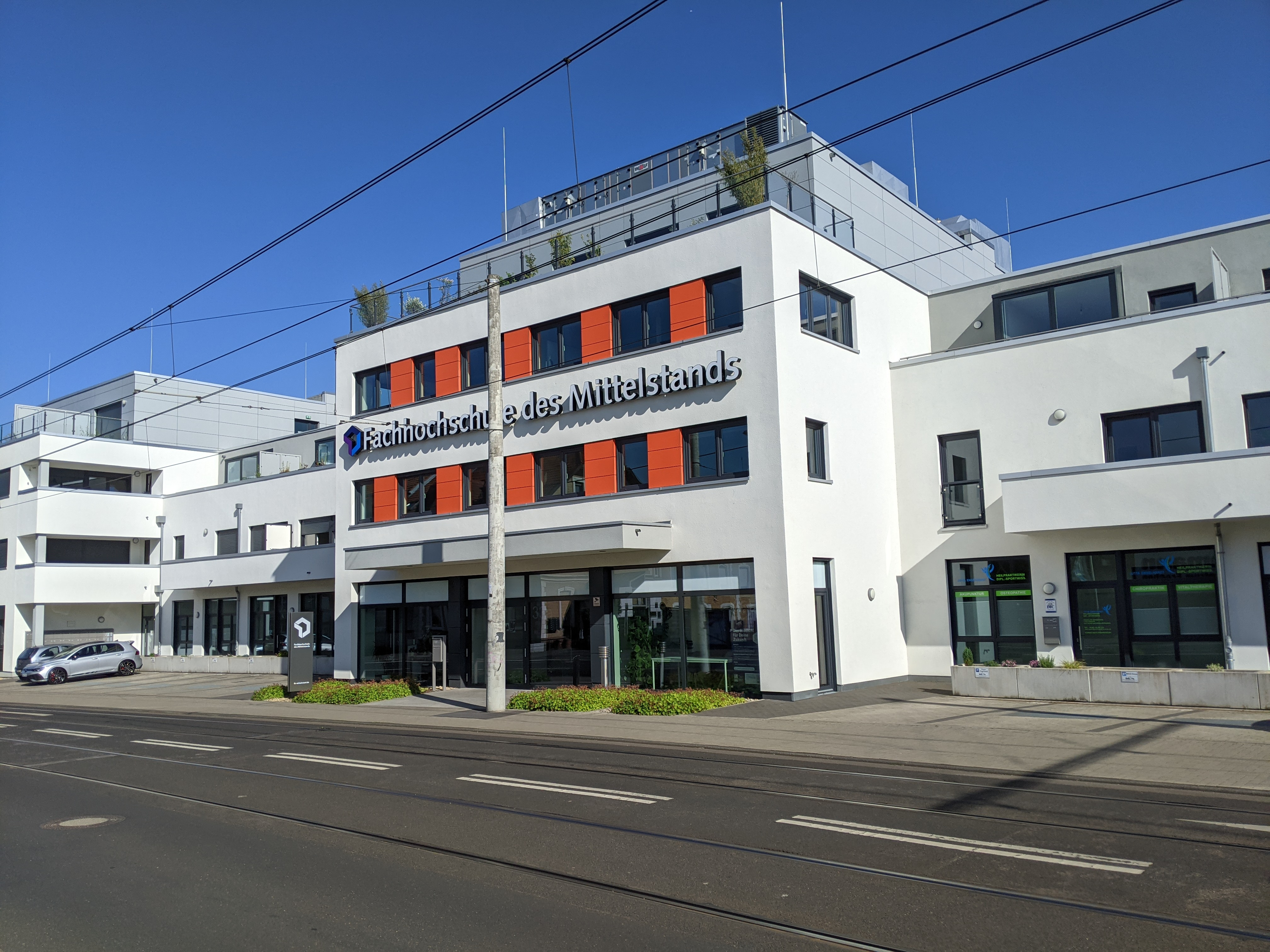
Fachhochschule des Mittelstands in Frechen

 Der Campus in Schwerin kam am 1. Februar 2013 zu den bereits bestehenden Standorten hinzu, die FHM übernahm damals den Studienbetrieb des Baltic College in Schwerin. Im Jahr 2024 stellte die FHM den Studienbetrieb an der FHM Schwerin ein. Der Standort Bamberg kam am 1. September 2013 hinzu und entstand aus der ehemaligen Hochschule für angewandte Wissenschaften Bamberg mit Standort in Bamberg. Der Studienbetrieb der FHM am Standort Berlin startete im Oktober 2017. Die FHM in Pulheim zog außerdem im Juni 2020 nach Frechen um. Seit 2017 bietet die FHM die Möglichkeit, Fach- und Führungskräfte im Gesundheits- und Sozialwesen in Süddeutschland zu qualifizieren und hat mit der Gründung des Instituts für Gesundheit einen Hochschulcampus in Waldshut-Tiengen eingerichtet mit seinen zwei Studienzentren Waldshut und Bad Säckingen.
In Düren wurde mit öffentlichen Fördermitteln im Jahr 2021 gemeinsam mit der britischen University of Gloucestershire das Institut für Cybersicherheit und digitale Innovationen gegründet.
Im Sommer 2022 wurden Fernstudienzentren in Bocholt und Gronau eröffnet. Diese sind jeweils an Co-Working-Spaces angegliedert.

## Akkreditierung
Im Jahr 2007 erfolgte die institutionelle Akkreditierung der FHM durch den Wissenschaftsrat der Bundesrepublik Deutschlands. Im Oktober 2017 folgte die Reakkreditierung Im Juli 2019 wurde die Systemakkreditierung für sechs Jahre ausgesprochen. Alle Bachelor-, Master- und MBA -Studiengänge der FHM sind durch die FIBAA oder die AHPGS akkreditiert. Die Abschlüsse an der FHM wurden 2010 auf Bachelor- und Master-Abschlüsse umgestellt.

## Studium
Das Studium an der FHM gliedert sich in eine Trimester-Struktur. Die Hochschule bietet Vollzeit-Studiengänge, Teilzeitangebote für Berufstätige, Fernstudiengänge und gemeinsam mit der Wirtschaft entwickelte duale Studienmodelle. In Kooperation mit Handwerkskammern wurde darüber hinaus ein triales Studium entwickelt, das die klassische Berufsausbildung und die Meisterqualifizierung mit einem wissenschaftlichen Bachelor-Studium verbinden soll. Es gibt zudem ein verkürztes Studium durch die Anrechnung und Anerkennung von Vorleistungen aus einer Ausbildung.

## Hochschulpartnerschaften
Die FHM kooperiert unter anderem mit den britischen Universitäten University of Worcester und University of Gloucestershire.
Zusätzlich betreibt das Deutsch-Asiatische Mittelstandsinstitut (DAMI) das FHM-Studienkolleg. Dort können internationale Studienbewerber, die noch nicht über eine entsprechende Hochschulzugangsberechtigung verfügen, diese erwerben.
Weiterhin gibt es seit 2017 ein vom DAAD gefördertes Programm, bei dem junge Flüchtlinge die erforderlichen Kenntnisse und Fähigkeiten erwerben, um ein Studium in Deutschland beginnen zu können.